# Луций Валерий Месала
Вижте пояснителната страница за други личности с името Луций Валерий Месала.
Луций Валерий Месала Аполинарис (на латински: Lucius Valerius Messalla Apollinaris) e политик и сенатор на Римската империя през началото на 3 век.

## Биография
Произлиза от патрицианската фамилия Валерии, клон Месала. Вероятно е син на Луций Валерий Месала Тразеа Приск (консул 196 г.).
През 214 г. Месала е консул заедно с Гай Октавий Апий Светрий Сабин по времето на император Каракала.
Той се жени вероятно за Клавдия Ацилия Присцилиана, дъщеря на Тиберий Клавдий Клеобул и има син Луций Валерий Клавдий Ацилий Присцилиан Максим (консул 233 и 256).